# District de Befotaka

Le district de Befotaka est un district du sud-est de Madagascar situé dans la région d'Atsimo-Atsinanana, dans la province de Fianarantsoa.